# Граф Эйрли
Граф Эйрли (англ. Earl of Airlie) — наследственный титул в системе Пэрства Шотландии. Он был создан 2 апреля 1639 года для Джеймса Огилви, 7-го лорда Огилви из Эйрли (1586—1665). Дополнительные титулы: лорд Огилви из Алита и Линтратена. Титул лорда Огилви из Эйрли был создан 28 апреля 1491 года.
В 1715 году Джеймс Огилви, сын 3-го графа Эйрли, участвовал в Якобитском восстании против английской короны, был наказан, лишен титула и владений. В 1717 году после смерти своего отца Дэвида Огилви, 3-го графа Эйрли, Джеймс Огилви не смог унаследовать графский титул. В 1725 году он был помилован английской короной. После смерти в 1731 году Джеймса Огилви, де-юре 4-го графа Эйрли, его младший брат Джон Огилви (1699—1761) был признан новым графом, а его сын Дэвид был лишен прав, но позднее его помиловали. Позднее его двоюродный брат Дэвид Огилви, де-юре 7-й граф Огилви, претендовал на графский титул, но Палата лордов отклонили его иск. Позднее, в 1826 году, парламент отменил закона об конфискации титула и владений. Поэтому Дэвид Огилви, 9-й граф Эйрли (1785—1849), получил разрешение на графский титул.

Герб графов Эйрли, вождей клана Огилви

Граф Эйрли — наследственный вождь шотландского клана Огилви.
Титул учтивости старшего сына и наследника графа — «Лорд Огилви».
Родовые резиденции — замок Эйрли и замок Кортахи в окрестностях Кирремуира в области Ангус (Шотландия).

## История
Род Огилви происходит от Гилберта, третьего сына Гиллбрайда (? — 1187), мормэра Ангуса, который получил во владение земли от шотландского короля Вильгельма Льва. Сэр Уолтер Огилви из Линтратена (ум. 1440), лорд-казначей Шотландии (1425—1431), был сыном сэра Уолтера Огилви, который был убит в 1392 году. Он построил замок Эйрли в Форфаршире и оставил двух сыновей. Старший из них, сэр Джон Огилви (ум. ок. 1484), был отцом сэра Джеймса Огилви (ок. 1430 — ок. 1504), который был лордом парламента в 1491 году. А младший сын, сэр Уолтер Огилви, был родоначальником графов Финдлатер. Титул графа Финдлатера в 1638 году был пожалован Джеймсу Огливи, лорду Дексфорду (ум. 1653). В 1711 году Джеймс Огилви, 4-й граф Финдлатер (1663—1730), получил титул графа Сифилда. В 1811 году после смерти Джеймса Огилви, 7-го графа Финдлатера и 4-го графа Сифилда (1750—1811), титул графа Финдлатера прервался.
Сэр Джеймс Огилви, преемник Джеймса Огилви, 5-й лорд Огилви из Эйрли (ок. 1541—1606), был сыном Джеймса Огилви, мастера Огилви, который был убит в битве при Пинки в 1547 году. Джеймс Огилви, 5-й лорд Огилви из Эйрли, играл ведущую роль в шотландской политике в период царствования Марии Стюарт и её сына Якова VI. В июне 1562 года 5-й лорд Огилви был тяжело ранен в поединке с Джоном Гордоном из Финдлатера в Эдинбурге. Джон Гордон был заключен в тюрьму до выздоровления Джеймса Огилви.
Джеймс Огилви (1593—1666), внук 5-го лорда Огилви, в 1639 году получил титул графа Эйрли от английского короля Карла I Стюарта в Йорке. Верный сторонник монархии, он присоединился к Монтрозу в Шотландии в 1644 году и был одним из лидеров роялистов в битве при Килсайте. В ответ граф Аргайл разрушил его замки Эйрли и Фортер. Его старший сын, Джеймс Огилви, 2-й граф Эйрли (1615—1704), также сражался на стороне роялистов в Шотландии, в 1644 году был взят в плен, но после победы Монтроза при Килсайте в 1645 году получил свободу. В том же году он был вторично взят в плен в битве при Филиппхоу и приговорен к смерти в 1646 году, но бежал из плена в Сент-Эндрус и впоследствии был помилован. В 1651 году во время военной кампании Оливера Кромвеля в Шотландии 2-й граф Эйрли в третий раз был взят в плен и провел в Тауэре большую часть протектората. В 1689 году Джеймс Огилви, 2-й граф Эйрли, перешел на сторону голландского штатгальтера Вильгельма Оранского, выступившего против своего тестя, короля Англии Якова II Стюарта. Его внук, Джеймс Огилви (ум. 1731), принял участие в Якобитском восстании 1715 года и был лишен титула. Следовательно, после смерти своего отца в 1717 году он не смог унаследовать графский титул, хотя был помилован в 1725 году. После его смерти его младший брат Джон Огилви (1699—1761) стал де-юре 5-м графом Эйрли. Его сын Дэвид Огилви (1725—1803) в 1745 году поддержал якобитское восстание под руководством принца Чарльза Эдварда Стюарта. Он был лишен титула и прав на наследство, после поражения принца при Каллодене бежал в Норвегию и Швецию, впоследствии служил во французской армии, где командовал «полком Огилви». В 1778 году он был амнистирован и вернулся в Шотландию. В апреле 1812 года после смерти бездетного Дэвида Огилви, де-юре 7-го графа Эйрли (1751—1812), прямая графская линия прервалась.
На графский титул стал претендовать его кузен, Дэвид Огилви, де-юре 8-й граф Эйрли (1785—1849). В 1826 года Палата лордов отменила прежний закон об лишении прав и конфискации титула, признала Дэвида Огилви 6-м графом Эйрли. Он занимал должность лорда-лейтенанта Ангуса (1828—1849). Ему наследовал в 1849 году его сын, Дэвид Грэм Драммонд Огилви, 7-й граф Эйрли (1826—1881), который в 1850—1881 годах был шотландским пэром-представителем в Палате лордов Великобритании. Его старший сын и преемник, подполковник Дэвид Стэнли Уильям Драммонд Огилви, 8-й граф Эйрли (1856—1900), служил в Египте в 1882 и 1885 годах. Он погиб во время Англо-бурской войны 11 июня 1900 года, командуя 12-м уланским полком.
После смерти в 2023 году Дэвида Огилви, 13-го графа Эйрли, титулом владеет его сын Дэвид Огилви Джон, 14-й граф Эйрли (род. 9 марта 1958)

## Другие известные члены рода Огилви
- Джон Огилви, известен как Поури Огилви, политический авантюрист, являлся шпионом Уильяма Сесила при дворе шотландского короля Якова VI Стюарта
- Марион Огилви (около 1495—1575), дочь сэра Джеймса Огилви (около 1430 — около 1504), лорда парламента в 1491 году. Любовница кардинала Дэвида Битона
- Сэр Джордж Огилви (умер в 1633), сторонник Карла I Стюарта во время борьбы с ковенантами. В 1642 году получил титул лорда Банффа. После смерти в июне 1803 года его потомка Уильяма Огилви, 8-го лорда, титул лордв Банффа исчез.
- Сэр Джордж Огилви Баррас (ум. ок. 1679), защищал замок Данноттар от Оливера Кромвеля в 1651 и 1652 годах. Сыграл важную роль в спасении от Кромвеля шотландских королевских регалий. В 1660 году для него и его потомков был создан титул баронета, который прервался в 1837 году.
- Леди Бланш Огилви (1852—1925), дочь 10-го графа Эйрли, была матерью Клементины Черчилль, жены премьер-министра Великобритании Уинстона Черчилля.
- Сэр Ангус Огилви (1928—2004), сын 12-го графа Эйрли, с 1963 года был женат на принцессе Александре Кентской (родился в 1936).
- Джеймс Роберт Брюс Огилви (родился в 1964), единственный сын предыдущих, находится в линии наследования британского престола.

## Лорды Огилви из Эйрли (1491)
- 1491—1504: Джеймс Огилви, 1-й лорд Огилви из Эйрли (1430—1504), сын сэра Джона Огилви из Линтратена (до 1414—1489);
- 1504—1506: Джон Огилви, 2-й лорд Огилви из Эйрли (ум. 1506), сын предыдущего;
- 1506—1524: Джеймс Огилви, 3-й лорд Огилви из Эйрли (ум. 1524), сын предыдущего;
- 1524—1549: Джеймс Огилви, 4-й лорд Огилви из Эйрли (до 1505—1549), сын предыдущего;
- 1549—1606: Джеймс Огилви, 5-й лорд Огилви из Эйрли (ок. 1541—1606), сын Джеймса Огилви, мастера Огилви (ум. 1547) и внук предыдущего;
- 1606—1617: Джеймс Огилви, 6-й лорд Огилви из Эйрли (ум. 1617), старший сын предыдущего;
- 1617—1665: Джеймс Огилви, 7-й лорд Огилви из Эйрли (1586—1665), старший сын предыдущего, граф Эйрли с 1639 года.

## Графы Эйрли (1639)
- 1639—1665: Джеймс Огилви, 1-й граф Эйрли (1586—1665), старший сын 6-го лорда Огилви из Эйрли;
- 1665—1703: Джеймс Огилви, 2-й граф Эйрли (ок. 1615—1703), старший сын предыдущего;
- 1703—1717: Дэвид Огилви, 3-й граф Эйрли (ум. 1717), второй сын предыдущего;
- 1717—1731: Джеймс Огилви, де юре 4-й граф Эйрли (ум. 12 января 1731), старший сын предыдущего;
- 1731—1761: Джон Огилви, 5-й граф Эйрли (1699 — 24 июля 1761), младший брат предыдущего;
- 1761—1803: Дэвид Огилви, де-юре 6-й граф Эйрли (16 февраля 1725 — 3 марта 1803), старший сын предыдущего;
- 1803—1812: Дэвид Огилви, де-юре 7-й граф Эйрли (4 декабря 1751 — 6 апреля 1812), единственный сын предыдущего;
- 1812—1819: Уолтер Огилви, де-юре 8-й граф Эйрли (1733 — 10 апреля 1819), второй сын 5-го графа Эйрли;
- 1819—1849: Дэвид Огилви, 9-й граф Эйрли (16 декабря 1785 — 20 августа 1849), младший сын предыдущего;
- 1849—1881: Дэвид Грэм Драммонд Огилви, 10-й граф Эйрли (4 мая 1826 — 25 сентября 1881), второй сын предыдущего от первого брака;
- 1881—1900: Дэвид Уильям Стэнли Огилви, 11-й граф Эйрли (20 января 1856 — 11 июня 1900), старший сын предыдущего;
- 1900—1968: Дэвид Гор Уолсли Огилви, 12-й граф Эйрли (18 июля 1893 — 28 декабря 1968), старший сын предыдущего;
- 1968—2023: Дэвид Патрик Кокс Джордж Огилви, 13-й граф Эйрли (17 мая 1926 — 26 июня 2023), старший сын предыдущего;
- 2023 — по настоящее время: Дэвид Джон Огилви, 14-й граф Эйрли (род. 9 марта 1958), старший сын предыдущего ;
  - Наследник: Дэвид Хаксли Огилви, лорд Огилви (род. 11 декабря 1991), старший сын предыдущего от второго брака.